# あまんちゅ!
『あまんちゅ！』は、天野こずえによる日本の漫画。マッグガーデン発行『月刊コミックブレイド』2009年1月号（2008年11月29日発売分）より連載開始。2010年7月号 - 2012年4月号までは作者の産休・育休に伴い、3か月ごとのシーズン連載。掲載誌を同社のウェブコミック配信サイト『コミックブレイド（現・MAGCOMI）』に移籍し、毎月5日更新で2021年5月12日まで連載された。ダイビング部に所属する少女たちの日常を描いており、キャッチコピーは、「日常ときどきダイビング。」。
第10・11巻の原作コミックの限定版特典として、同じ原作者の作品である『ARIA』とコラボレーションするスピンオフストーリーも提供されている。
第12・13巻特装版についても、アニメ第2期と連動して『ARIA』とコラボレーションで発売。

## あらすじ
特記のない場合は、下の名前で記述する。
高校進学を機に東京から伊豆に引っ越してきた大木双葉であったが東京時代の友人のメールの返事が来なくて空虚感に打たれていた。通学用のスクーターの練習の中で、伊豆の海岸で小日向きのと遭遇し、海の魅力を紹介される。そして、伊豆の学校に入学するものの、偶然きのの孫の小日向光とクラスメイトになり、お互いの不器用さに惹かれた点もあり彼女に巻き込まれることとなる。新しい学校では部活動が全員加入であると知り、その中でダイビングの魅力も紹介され、そのままダイビング部に入部することとなる。担任兼顧問である火鳥真斗の監督の元、インスタラクターなしでバディ（一緒に潜る相手）でダイビング可能となる「PADIオープン・ウォーター・ダイバー・コース」を目指すことになる。水に慣れていない双葉はマスククリアから困難に立ち向かうことになるが、ひかりに励まされて何とかプール実習の最深部までをまずはクリアする。
二宮愛・二宮誠の先輩とも合流した後、ダイビング部の計画を黒板いっぱいに描いていき、梅雨時には双葉はプール実習における遠泳と一定時間の浮遊をクリアする。夏の海洋実習までダイビング部は当面の間は基礎トレーニングとなる。その最中でもひかり・真斗との伊豆急行線での紫陽花のエピソードがある。また、双葉は写真撮影が趣味であり色んな撮影記録をしていくものの、携帯の内蔵メモリが一杯になりSDカードに移すこととなるが、双葉は何かの喪失感を感じた中、「宝箱」と言う形でフォトフレームもダイビング部の仲間でプレゼントしたり、ひかりと共にお姫の飼い主探しなどで精神的な支援もしている。海洋実習でも真斗の一定行動試験をクリアして、Cカードの取得となった。
原作コミック版第4巻（TV未放送のアニメ版第13話）では、夏休み前の終業式を経て、双葉の中学時代の親友である水無茜と姫野ちずるが夏休みを利用して伊豆高原に訪れており観光とダイビング体験をすることとなるが、ちずるは耳抜きを忘れてしまったことで耳の痛みを訴えだして、ひかりが助けに行ったものの痛い思い出ともなっている。
また、2学期にはドライスーツに穴空きが見つかることでオリジナルのを注文する。そして、9月には岬 こころと光が海辺で会っているが、双葉も夢の世界を形成して名前はお互い知らなかったが岬 ことりと会っていた。それから、学園祭・秋祭・年始年末・大室山の山焼きと季節のイベントを経ていくが、学園祭では夢の世界で永遠野 守が若い姿で「ピーター」として登場しており、真斗とはピーターを中学の卒業式から感じていた。
双葉・ひかりが2年生になると、小日向こだま・ことりにおいては、ことりが双葉に憧れたのをきっかけにダイビング部に入部しており、双葉はPADIアドヴァンスド・オープン・ウォーター・ダイバー・コースをことりはオープン・ウォーター・ダイバー・コースを取る方向で動き、夏合宿には沖縄で行われている。
秋祭りでは1年目に二宮 愛が舞姫役が発覚からの念押しされて、双葉・ひかりが2年目に舞姫役を行っている。二宮 誠も2年掛けて祭り参加をしており、2年目には岬 こころも法螺貝役を行い、歳が離れていることからも夢ヶ丘高校のダイビング部（海女人屋支部）での活動となった。

## 登場人物
特記のない場合は原作コミック版の話数を批准とする。

### 夢ヶ丘高校ダイビング部
小日向 光（こひなた ひかり）
声 - 鈴木絵理
通称「ぴかり」。
本作の主人公。15歳。身長148センチメートル、1月31日生まれ、みずがめ座のO型。150センチメートルにも満たない小柄な体格だが胸は大きい。静岡県立夢ヶ丘高校1年2組。スキューバダイビングが趣味で、祖母の経営する海の家の手伝いと、アマチュアのインストラクターをしている。高校入学してさっそくダイビング部に入部。将来は地元でプロのインストラクターになるのが夢。通学にはバスを使っている。非常にマイペースな性格と、そのマイペースに周りを引き込んでしまう独特な雰囲気を持ち合わせている。明るくよくしゃべる割に口下手で、なかなか自分の思いをちゃんとした言葉に出来ずオーバーリアクションになりがち。気持ちが高揚してる時に首に下げたホイッスルを吹いてしまう癖もその一つだという。人にあだ名をつけるのが好きで、「てこ」、「ちゃ」というあだ名を決めたのも彼女。「うぴょー」が口癖。好物は祖母の作るトン汁。成績は全教科通して結構高く特に理数系が得意な模様。唯一低い国語でも「3」だった。
高校卒業後は地元のダイビングショップに就職し、夢への一歩を踏み出した。
大木 双葉（おおき ふたば）
声 - 茅野愛衣
本作のもう一人の主人公。この物語の主観視点人物でもある。16歳。身長170センチメートル、4月3日生まれ、牡羊座のAB型。通称は光の命名した「てこ」。静岡県立夢ヶ丘高校1年2組。東京で暮らしていたが、中学校卒業と同時に伊豆へ引越してきた。高校への通学の都合で免許を取得し（本人いわく、強引にとらされた）、高校にはベスパのスクーターで通っている。引っ込み思案で人前では緊張しやすい性格。自分から進んで行動するのが苦手で、うまく行かないことには背を向けてしまう面もあり、初めて器材を身に付けて潜水した際もうまくいかず諦めてしまいそうになるが、光の励ましによってそんな自分を乗り越えた。感動したときの「ふわぁぁぁ」と、断るときやたしなめるときの「却下！」が口癖。趣味は素敵なモノを携帯で撮ること。ハートマークがお気に入りで、携帯ストラップやログブックのデザインもハートがあしらわれたものを使っている。
元々は帰宅部にしようと思っていたが、光に誘われるままダイビング部に入部。当初は体力がなかったので基礎トレは体力づくりをメインとしていた。泳ぐことも出来なかったが訓練の末、泳げるようになり、第3巻第18話で「Cカード」を貰った。第10巻71話でアドヴァンスド・オープン・ウォーター・ダイバー・コースも修了している。
なお、中学校時代の友達が東京におり、引っ越して来た当初は彼女たちからのメールを待って頻りに携帯を確認する姿が見られる。
ダイビング部のホームページを作る際に誠から紹介され、ゲーム「箱庭」を始める。アバター名は「するめじん」で、イカの姿。互いに正体を知らぬまま、桜と交流していた。
高校卒業後は東京の大学の写真学科に進学した。
二宮 愛（にのみや あい）
声 - 大西沙織
静岡県立夢ヶ丘高校2年3組。ダイビング部部長。16歳。身長160センチメートル、1月7日生まれ、山羊座のA型。通称「姉（あね）ちゃん（先輩）」。伊豆でもよくダイビングをしており、その際に光や双葉と知り合った。少々キツイ性格で、歯に衣を着せない物言いをするが一度認めた人間には優しい。真斗曰く「ちょっと硬くて融通きかないところもあるけどいい子」。その反面優柔不断な部分もあり、何かを買う時はよく迷う。絵を描くことが非常に上手であり、小さいころの夢は漫画家だった。誠とは双子だが弟に対する扱い方はかなり悪く、ストレス発散や八つ当たりで良く足蹴にしたり、お弁当を買い出しに行かせたりとこき使っている。巨乳キャラクターとして描写されており、彼女のサイズではかわいいデザインが少ないため、ビキニタイプで上だけ2枚重ねて着ている。
当初、部室に侵入して、器材を無断で使用した新入部員の光と双葉に対して憤慨していたが、その後に名乗り出た光たちの必死の謝罪によって誠意が伝わり、彼女たちを新入部員として認めた。
二宮 誠（にのみや まこと）
声 - 梅原裕一郎
愛の双子の弟で、通称「弟くん（先輩）」。静岡県立夢ヶ丘高校2年生。ダイビング部部員。16歳。身長178センチメートル、1月7日生まれ、山羊座のA型。姉と違い、落ち着いた性格。伊豆でもよく姉と一緒にダイビングをしており、その際に光や双葉と知り合った。ダイビング部唯一の男子部員。姉からの扱われ方はかなり悪く、何かと愛のストレス発散の対象となっている。他にもよく使い走りをさせられている。小さいころの夢は「石」で、理由は痛くないからということから、そのころから扱いが悪かったようである。
小日向 こだま（こひなた こだま）
声 - 洲崎綾
光の年子の妹で初登場時は中学生。15歳、身長146センチメートル、11月11日生まれ、A型。昔は光と一緒によく潜っていた。小学生のころ、光とともにミドルライセンス（ジュニア・オープンウォーター・ダイバー認定）を受けている。今は光を「お姉ちゃん」と呼ぶが、小学生のころまでは「ぴかりちゃん」と呼んでいた。その後は光と同じく夢ヶ丘高校に進学し、ダイビング部に入部した。
岬 ことり（みさき ことり）
声 - 加隈亜衣
こだまの中学時代からの友人。15歳、身長146センチメートル、10月31日生まれ、B型。第38話で双葉と夢を共有した少女として初登場した後、こだまの友人としての登場を経て共に夢ヶ丘高校に進学し、ダイビング部に入部した。一部、2音の単語を「○山○子です」と話す癖がある。
詩丘 桜（しおか さくら）
光や双葉の2学年後輩。16歳。身長146センチメートル、4月2日生まれ、牡羊座のAB型。
中学生時代からプロの水中カメラマンとして活躍しており、双葉からは「師匠」と呼ばれる程の腕前。その反面ダイビングスキルはそれほどでもなく、撮影に夢中になって怪我をすることもしばしば。
極度に内気で臆病な性格であり、幼馴染の紅葉にやや依存している面が見られるが、部活動を通じて徐々に克服していっている。
仮想世界に家や庭を作るゲーム「箱庭」のプレイヤーでもあり、アバター名は「海職人」。互いに正体を知らぬまま、双葉と交流していた。
待夜 紅葉（まちや もみじ）
光や双葉の2学年後輩。15歳。身長172センチメートル、11月15日生まれ、蠍座のO型。
桜の幼馴染で、撮影に没頭すると注意が散漫になる彼女を守ることを自分の使命としている。中身の入った飲料缶(アルミ缶)を握りつぶしたり腹筋が割れていたりと、フィジカルが非常に強い。
桜至上主義であり周囲への当たりは強いが、新歓ダイビングでは気合の入った弁当を自作したり、水分補給ドリンクを全員分準備したりと根底では優しい性格。
桜と一緒にゲーム「箱庭」をプレイしており、アバター名は「紅まぐろ」。
岬 こころ（みさき こころ）
声 - 山本亜衣
地元の子供で、ことりの弟。初登場時は11歳。身長128センチメートル、3月3日生まれ、B型。海で光と出会い、タコとその卵の様子を見守る。その後、何度かの再登場を経て第59話で中学1年生の美少年に成長した姿で再登場するが、それまでは初登場時の容姿のために誠以外の全員から女子と思われていた。漢の中の漢となることを夢見ており、光に想いを寄せる一方で、秋の大祭を切っ掛けに誠を慕うようになり、誠の誘いで僅か3日間でジュニアのオープンウォーターダイバー資格を取得、中学生ながら夢ヶ丘高校のダイビング部（海女人屋支部）に入部した。
13歳の誕生日に光と念願のデートをした後にダイビング部の面々と話していた「いつか自分たちが結婚したら」という話題を合流した光にも振ったところ言葉足らずでプロポーズと取られてしまい、「こころちゃんが大きくなっても心変わりしなければ」と付きながらも即OKが返ってきたため期せずして光と恋人同士となった。
火鳥 真斗（かとり まと）
声 - 伊藤静
静岡県立夢ヶ丘高校1年2組担任。ダイビング部顧問。29歳。身長168センチメートル、8月2日生まれ、獅子座のO型。光と同じく、スキューバダイビングが趣味。ノリのよい性格で入学式の登校時の道中で、光と競争を繰り広げたのち、ダイビング仲間と知り意気投合。臭いセリフを吐くことがある（本人いわく、青春）。光の祖母が営む「海女人屋」に結構ツケがあるようで、光の祖母には頭が上がらない。愛車はトールワゴンの「ぽこてん3号くん」。車内にアリア社長のぬいぐるみを乗せている。
コミック版では現代文の担当教師（原作コミック第3巻参照）だがアニメ版では日本史の担当教師（第7話参照）になっている。
ありあ
声 - 久保ユリカ
高校の校長の飼いネコ。ちょくちょく学校へ連れてくる模様、通称「ちゃ顧問」。ダイビング部にいるところを飼い猫と知らなかった光が「ちゃ」と勝手に命名。「ちゃ」となった理由は、耳としっぽが茶色だからだが、鳴き声も「ちゃ」である。いつの間にか火鳥先生や愛、誠とも仲良くなっており、部活動以外でも行動を共にしていることが多い。光たちが授業中の時はお姫のお守をしている。
作者の飼い猫の名前の「ちゃ」にちなんだ命名。
お姫（おひめ）
声 - 洲崎綾
光と双葉が拾ったメスの子猫。名前は女の子だからお姫様、ということから名づけられた。鳴き声は「ぷ」や「ぷきゅ」など。人の指に吸いつくのが好きで光はこれを「ちゅぱりんぐ機能」と呼んでいる。お気に入りは光や双葉の指で飼い主である校長の指は太くてまずいので嫌い。欲求を満たすためなら校内に入り込み、二人の教室まで赴く。鼻炎持ち。
モデルはありあと同じく作者の飼い猫の「お姫」。吸いつく癖も鼻炎なのも実際に飼い猫の特徴とのこと。

### 夢ヶ丘高校関係者
佐地茂 瑠偉（さちも るい）
声 - 立木文彦
静岡県立夢ヶ丘高校校長。ありあの飼い主であったが、第16話でお姫の様子を間接的に見ていた経緯からありあのお嫁さんとして飼い主になっている。また、アニメ版第1,2期共に「校長先生」とキャストロールが表記されている。
永遠野 守（とわの まもる）
声 - 高橋広樹
愛のクラスの担任。35歳。身長180センチメートル。2月29日生まれ、うお座のB型。目にかかる長髪に無精ヒゲという出で立ち。生徒思いの教師で、一方で真斗に想いを寄せている。生まれて間もないころ、母親に神社に一時的に置き去られたことがあり、その時に見た夢の中で高校時代の真斗や愛と出会っている。その夢の中では真斗によって名付けられた「ピーター（声 - 入野自由）」と名乗っていた。この時の身長は175センチメートル。
永遠野としてもピーターとしても第34話が初登場である。

### 主要人物の家族・友人
小日向 きの（こひなた きの）
声 - 井上喜久子
光の祖母。66歳。身長142センチメートル、7月29日生まれ、獅子座のO型。元々は海女だったが、ダイバーに転向し海の家とダイビングサービスを営んでいる。真斗も常連のようで顔見知り。引っ越して来たばかりで不安を抱えていた双葉の心に最初に光を灯した人物で、彼女からは「おばあさま」と尊敬されている。手作りのトン汁は絶品らしく、光も毎日楽しみにしている。
小日向 はやて（こひなた はやて）
声 - 杉田智和
光の祖父。70歳。身長200センチメートル、5月5日生まれ、A型。「伝説の漆黒の人魚」と呼ばれ、冬でも黒一色のウエットスーツで人間業とは思えない目にも止まらぬ速さで泳ぎ、ダイバーが海の中でトラブルに遭遇した時に、どこからともなく現れて助けてくれる。親しくなると誰も知らないポイント「竜宮城」に連れて行ってくれる。愛称は「じゅごんちゃん」。
小日向 つばさ（こひなた つばさ）
光の兄。年齢、身長、誕生日、血液型は不明。モテるけれどマメな性格ではないために交際しても破局率が高い様子。根はいい奴らしい。なお、2014年4月号では光の両親が登場している。
水無 茜（みずなし あかね）
声 - 葉月絵理乃
双葉の中学時代の親友。第4巻で登場。夏休みを利用して双葉に会いに来た。観光案内役として光とも知り合う。双葉が伊豆でうまくやっているか心配していたが、双葉の元気そうな姿と光と親しくしている様子を見て安心している。
姫野 ちずる（ひめの ちずる）
声 - 斎藤千和
双葉の中学時代の親友。第4巻で登場。夏休みを利用して茜と共に双葉に会いに訪れ、光とも知り合う。茜同様、双葉のことを心配しており、意外と大丈夫そうだったのと、双葉と親しい光を見て嫉妬心を抱いてしまうが、ダイビング体験で光が助けてくれたことで嫉妬心を払拭した。
担当声優には前作『ARIA』で藍華・S・グランチェスタを演じた斎藤がキャスティングされた。

## 書誌情報
- 天野こずえ 『あまんちゅ！』 マッグガーデン〈BLADE COMICS〉、全17巻
  1. 2009年8月10日発売、ISBN 978-4-86127-642-2
  2. 2010年2月10日発売、ISBN 978-4-86127-696-5
  3. 2010年8月10日発売、ISBN 978-4-86127-757-3
  4. 2012年3月10日発売、ISBN 978-4-86127-960-7
  5. 2012年10月10日発売、ISBN 978-4-8000-0051-4
  6. 2013年5月10日発売、ISBN 978-4-8000-0147-4
    - 『特製ラバーコースター2枚セット付初回限定版』 ISBN 978-4-8000-0101-6

  7. 2013年11月9日発売、ISBN 978-4-8000-0227-3
    - 『描き下ろしイラストトートバッグ付初回限定版』 ISBN 978-4-8000-0233-4

  8. 2014年5月10日発売、ISBN 978-4-8000-0301-0
    - 『てこ&ぴかり グラフィグ 2体セット付初回限定版』 ISBN 978-4-8000-0279-2

  9. 2015年2月10日発売、ISBN 978-4-8000-0410-9
  10. 2016年7月9日発売、ISBN 978-4-8000-0599-1
    - 『みらくるドラマCD付特装版』 ISBN 978-4-8000-0569-4

  11. 2016年9月10日発売、ISBN 978-4-8000-0610-3
    - 『みらくるドラマCD付特装版』 ISBN 978-4-8000-0570-0

  12. 2018年4月10日発売、ISBN 978-4-8000-0756-8
    - 『みらくるあどばんすドラマCD付特装版』 ISBN 978-4-8000-0738-4

  13. 2018年6月9日発売、ISBN 978-4-8000-0780-3
    - 『みらくるあどばんすドラマCD付特装版』 ISBN 978-4-8000-0739-1

  14. 2019年4月10日発売、ISBN 978-4-8000-0842-8
    - 『春色アクリルスマホスタンド付初回限定版』 ISBN 978-4-8000-0826-8

  15. 2019年12月10日発売、ISBN 978-4-8000-0919-7
  16. 2021年2月27日発売、ISBN 978-4-8000-1054-4
    - 『「するめじん てこ」フィギュア付初回限定版』 ISBN 978-4-8000-0965-4

  17. 2021年11月10日発売、ISBN 978-4-8000-1142-8
    - 『「まりりん ぴかり」フィギュア付初回限定版』 ISBN 978-4-8000-0966-1

## 主な舞台
静岡県伊東市
- 汐吹公園周辺
- 伊東マリンタウン
- 富戸・脇の浜周辺

静岡県熱海市
- 親水公園周辺
- 熱海銀座
- 初島

静岡県沼津市
- 大瀬海水浴場

## テレビアニメ
|                      | 第1期                                                 | 第2期                                                 |
| -------------------- | ----------------------------------------------------- | ----------------------------------------------------- |
| 原作                 | 天野こずえ（「ブレイドコミックス」 マッグガーデン刊） | 天野こずえ（「ブレイドコミックス」 マッグガーデン刊） |
| 総監督・音響監督     | 佐藤順一                                              | 佐藤順一                                              |
| 監督                 | カサヰケンイチ                                        | 佐山聖子                                              |
| シリーズ構成         | 赤尾でこ                                              |                                                       |
| キャラクターデザイン | 伊東葉子                                              | 伊東葉子                                              |
| メカデザイン         | 氏家嘉宏                                              | 氏家嘉宏                                              |
| 美術監督             | 柴田千佳子                                            | 柴田千佳子                                            |
| 美術監督             | 鈴木朗                                                |                                                       |
| 色彩設計             | 石田美由紀                                            | 溝江詩帆                                              |
| 撮影監督             | 間中秀典、福世晋吾                                    | 間中秀典、福世晋吾                                    |
| 編集                 | 須藤瞳                                                | 須藤瞳                                                |
| 音楽                 | GONTITI                                               | GONTITI                                               |
| 音楽プロデューサー   | 福田正夫                                              | 福田正夫                                              |
| 音楽制作             | フライングドッグ                                      | フライングドッグ                                      |
| 企画                 | 黒田康太、郡司幹雄、佐々木史朗 尾山仁康、保坂嘉弘     | 黒田康太、郡司幹雄、佐々木史朗 尾山仁康、保坂嘉弘     |
| 企画                 | 土橋哲也、及川武                                      | 山崎明日香                                            |
| プロデューサー       | 飯塚寿雄、伊藤将生、金子広孝                          | 飯塚寿雄、伊藤将生、金子広孝                          |
| プロデューサー       | 鈴木哲史、山崎明日香 小川泰明                         | 上田陽子 礒谷徳知                                     |
| アニメーション制作P  | 藤代敦士                                              |                                                       |
| アニメーション制作   | J.C.STAFF                                             | J.C.STAFF                                             |
| 製作                 | 夢ヶ丘高校ダイビング部                                | 夢ヶ丘高校ダイビング部                                |

第1期は2016年7月から同年9月まで、AT-X・TOKYO MXほかにて放送された。第2期『あまんちゅ！〜あどばんす〜』は2018年4月から同年6月まで放送された。
総監督の佐藤順一は、原作者の前作である『ARIA』のアニメ化の際にも監督として携わっている。制作はJ.C.STAFFが担当するが、マッグガーデンを傘下に持つ株式会社IGポートから同じく制作会社のプロダクション・アイジーが製作委員会に参加する。音楽は、アコースティックギターデュオのGONTITIが担当している。
キャッチコピーは「さあ、新しい物語を始めましょう。」。
ダイビングについての描写には、PADIアジア・パシフィック・ジャパンが協力している。

### 主題曲
第1期
オープニングテーマ「Million Clouds」
作詞・歌 - 坂本真綾 / 作曲 - フリーダ･サンデモ / 編曲 - 河野伸
エンディングテーマ「ふたり少女」
作詞 - 三重野瞳 / 作曲 - 新居昭乃 / 編曲 - 鈴木智文 / 歌 - てこぴかり（茅野愛衣&鈴木絵理）
挿入曲・挿入歌
「Aquamarine」（第2話、第5話、第12話）
作曲・編曲 - 窪田ミナ / 歌・演奏 - 窪田ミナ feat. Mistera Feo
「Turquoise」（第3話、第6話、第9話）
作曲・編曲・演奏 - 窪田ミナ
「Million Clouds 〜Piano Ver.〜」（第9話）
作曲 - Frida Sundemo / 編曲・ピアノ演奏 - 河野伸
「ふたり少女 -guitar version-」（第10話）
作曲 - 新居昭乃 / 編曲・ギター演奏 - 鈴木智文
「Turquoise -piano & vocalise-」（第12話）
作曲・編曲 - 窪田ミナ / 歌・演奏 - 窪田ミナ feat. Mistera Feo
「ロマーシカ」（第12話）
作詞・作曲・歌 - 坂本真綾 / 編曲 - 河野伸

第2期
オープニングテーマ「Crosswalk」
作詞 - 坂本真綾 / 作曲・編曲 - 北川勝利 / ストリングス編曲 - 河野伸 / 歌 - 鈴木みのり
第12話ではエンディングテーマとして使用。
エンディングテーマ「ハロー、ハロー」（第1話 - 第11話）
作詞・作曲・歌 - 坂本真綾 / 編曲 - 渡辺善太郎
挿入歌
「Tieleusha」
歌 - 窪田ミナ feat.MIYUU & MASUMI(Mistera Feo)
「DIVE feat.GONTITI」（第9話）
作詞 - 岩里祐穂 / 作曲 - 菅野よう子 / 編曲 - GONTITI / 歌 - 坂本真綾

### 各話リスト
- 強調部は、サブタイトルのフォーマット。

| 話数              | サブタイトル                         | 脚本     | 絵コンテ          | 演出       | 作画監督                                                                               | 総作画監督 |
| 第1期             | 第1期                                | 第1期    | 第1期             | 第1期      | 第1期                                                                                  | 第1期      |
| ----------------- | ------------------------------------ | -------- | ----------------- | ---------- | -------------------------------------------------------------------------------------- | ---------- |
| 第1話             | 少女と海のコト                       | 赤尾でこ | 佐藤順一          | 梶井瀬賀   | 伊東葉子                                                                               | 伊東葉子   |
| 第2話             | 光といけないコト                     | 赤尾でこ | 佐藤雅子          | 佐藤雅子   | 村上雄、中山みゆき                                                                     | 伊東葉子   |
| 第3話             | わくわくと幸せのコツのコト           | 赤尾でこ | 高田耕一          | 本間修     | 渡辺るりこ、徳田夢之介、粟井重紀                                                       | 伊東葉子   |
| 第4話             | わくわくと諦める心のコト             | 赤尾でこ | 鈴木洋平          | 鈴木洋平   | 小林美由紀、池津寿恵、西川絵奈 松岡謙治、村上雄                                        | 伊東葉子   |
| 第5話             | 仲間と始めての海のコト               | 赤尾でこ | 佐藤順一 奥野浩行 | 徳本善信   | 山田真也、池津寿恵、村上雄                                                             | 伊東葉子   |
| 第6話             | ホントじゃない願いのコト             | 赤尾でこ | 梶井瀬賀          | 梶井瀬賀   | 永山恵、正木優太、Song Min JU                                                          | 伊東葉子   |
| 第7話             | 雨のおわりのコト夏のはじまりのコト   | 赤尾でこ | 佐山聖子          | 佐藤和磨   | 菊池政芳、藤田真弓                                                                     | 伊東葉子   |
| 第8話             | 秘めた思いのコトまだまだ知らないコト | 赤尾でこ | 佐藤雅子          | 徳本善信   | 大原大、速水広一 濱中朋子、森悦史                                                      | 伊東葉子   |
| 第9話             | 消せない思い出のコト                 | 赤尾でこ | 篁蒼氓            | 本間修     | 渡辺るりこ、佐藤恵、大西陽一 大久保歩美、徳田夢之介、藤田正幸 林隆祥、アートベースバン | 村上雄     |
| 第10話            | 今日という一日を迷うコト             | 赤尾でこ | 名取孝浩          | 佐藤和磨   | 山中いづみ、小川浩司 関本美穂、山田真也                                                | 伊東葉子   |
| 第11話            | 猫と子猫のコト                       | 赤尾でこ | 佐山聖子          | 梶井瀬賀   | 大原大、森悦史 北原章雄、小松沙奈                                                      | 村上雄     |
| 第12話 （最終回） | 蒼い世界のコト                       | 赤尾でこ | 佐藤順一          | 徳本善信   | 柴田裕司、山中いづみ、関本美穂 山田真也、谷口繁則 杉田葉子、山本道隆                   | 伊東葉子   |
| 第13話 （未放映） | 約束の夏と新しい思い出のコト         | 赤尾でこ | 篁蒼氓 佐藤雅子   | 山崎隆     | 村上雄、小松沙奈、小川浩司                                                             | 伊東葉子   |
| 第2期             |                                      |          |                   |            |                                                                                        |            |
| 第1話             | ある夏の夜と告白のコト               | 赤尾でこ | 佐藤順一          | 佐山聖子   | 伊東葉子、畠山佳苗、村上雄                                                             | 伊東葉子   |
| 第2話             | 夏の真ん中ときらきらの瞳のコト       | 赤尾でこ | 佐山聖子          | 森田静二   | 大木良一、佐野はるか、馬場一樹 二宮奈那子                                              | 伊東葉子   |
| 第3話             | 幸せのプロと達人のコト               | 赤尾でこ | 佐山聖子          | 村田尚樹   | 金正男                                                                                 | 伊東葉子   |
| 第4話             | 秋とふわりふわりの幸せのコト         | 福田裕子 | 佐山聖子          | 佐々木純人 | 加藤愛、高橋みか、鈴木彩乃                                                             | 伊東葉子   |
| 第5話             | 漆黒の人魚と18mの孤独のコト          | 赤尾でこ | 佐山聖子          | 清水一伸   | 佐野はるか、村上雄、加藤愛 鶴元慎子                                                    | 伊東葉子   |
| 第6話             | ハロウィンの夜の夢のコト             | 福田裕子 | 佐山聖子          | 関田修     | 森悦史、門智昭、服部憲知 徳田夢之助、服部益実                                          | 伊東葉子   |
| 第7話             | 永遠のガクエンサイのコト             | 赤尾でこ | 佐藤順一          | 森田静二   | 二宮奈那子、中村真悟、畠山佳苗 鈴木彩乃、大木良一                                      | 伊東葉子   |
| 第8話             | 届かない儚いオモイのコト             | 赤尾でこ | 佐山聖子          | 村田尚樹   | 河西睦月、韓承煕                                                                       | 伊東葉子   |
| 第9話             | 終わりのない夢とナミダのコト         | 赤尾でこ | 佐山聖子          | 佐々木純人 | 大木良一、佐野はるか、村上雄 加藤愛、鶴元慎子、馬場一樹                                | 伊東葉子   |
| 第10話            | そのはじまりに想うコト               | 福田裕子 | 頂真司            | 矢花馨     | 飯泉俊臣、坪田慎太郎                                                                   | 伊東葉子   |
| 第11話            | 風邪と炎とおめでとうのコト           | 福田裕子 | 佐山聖子          | 清水一伸   | 大木良一、櫻井司、畠山佳苗 鶴元慎子、村上雄、加藤愛 アラタハヤト                       | 伊東葉子   |
| 第12話            | いつか、まだ知らない明日のコト       | 赤尾でこ | 佐藤順一          | 佐山聖子   | 大木良一、村上雄、佐野はるか 佐藤嵩光、加藤愛、齋藤大輔 鶴元慎子                       | 伊東葉子   |

### 放送局
| 放送期間                | 放送時間                     | 放送局     | 対象地域 | 備考                                 |
| ----------------------- | ---------------------------- | ---------- | -------- | ------------------------------------ |
| 2016年7月8日 - 9月23日  | 金曜 23:00 - 23:30           | AT-X       | 日本全域 | 製作参加 / CS放送 / リピート放送あり |
| 2016年7月11日 - 9月26日 | 月曜 0:30 - 1:00（日曜深夜） | TOKYO MX   | 東京都   | 製作参加                             |
|                         | 月曜 23:30 - 火曜 0:00       | サンテレビ | 兵庫県   |                                      |
| 2016年7月12日 - 9月27日 | 火曜 0:00 - 0:30（月曜深夜） | BS11       | 日本全域 | BS放送 / 『ANIME+』枠                |
|                         | 火曜 1:00 - 1:30（月曜深夜） | KBS京都    | 京都府   |                                      |
| 2016年7月13日 - 9月28日 | 水曜 2:30 - 3:00（火曜深夜） | 静岡放送   | 静岡県   |                                      |

| 配信期間                | 配信時間                   | 配信サイト                                                                      |
| ----------------------- | -------------------------- | ------------------------------------------------------------------------------- |
| 2016年7月13日 - 9月28日 | 水曜 3:00（火曜深夜） 更新 | ニコニコチャンネル GYAO! GYAO!ストア 楽天ショウタイム ビデオマーケット ひかりTV |
|                         | 水曜 12:00 更新            | dアニメストア U-NEXT ムービーフルプラス アニメ放題                              |
|                         | 水曜 23:00 - 23:30         | ニコニコ生放送                                                                  |
| 不明                    | 不明                       | レオネットビデオ                                                                |

| 放送期間                | 放送時間                     | 放送局   | 対象地域 | 備考                                 |
| ----------------------- | ---------------------------- | -------- | -------- | ------------------------------------ |
| 2018年4月7日 - 6月23日  | 土曜 23:00 - 23:30           | AT-X     | 日本全域 | 製作参加 / CS放送 / リピート放送あり |
| 2018年4月8日 - 6月24日  | 日曜 23:00 - 23:30           | TOKYO MX | 東京都   | 製作参加                             |
| 2018年4月11日 - 6月27日 | 水曜 0:30 - 1:00（火曜深夜） | BS11     | 日本全域 | BS放送 / 『ANIME+』枠                |

### BD
| 巻 | 発売日         | 収録話          | 規格品番  |
| -- | -------------- | --------------- | --------- |
| 1  | 2016年9月28日  | 第1話 - 第2話   | SHBR-0390 |
| 2  | 2016年10月26日 | 第3話 - 第4話   | SHBR-0391 |
| 3  | 2016年11月30日 | 第5話 - 第6話   | SHBR-0392 |
| 4  | 2016年12月21日 | 第7話 - 第8話   | SHBR-0393 |
| 5  | 2017年1月25日  | 第9話 - 第10話  | SHBR-0394 |
| 6  | 2017年2月22日  | 第11話 - 第12話 | SHBR-0395 |
| 7  | 2017年3月29日  | テレビ未放映話  | SHBR-0396 |

| 巻  | 発売日        | 収録話          | 規格品番  |
| --- | ------------- | --------------- | --------- |
| 1   | 2018年5月30日 | 第1話 - 第3話   | SHBR-0486 |
| 2   | 2018年6月20日 | 第4話 - 第6話   | SHBR-0487 |
| 3   | 2018年7月25日 | 第7話 - 第9話   | SHBR-0488 |
| 4   | 2018年8月22日 | 第10話 - 第12話 | SHBR-0489 |
| BOX | 2022年4月20日 | シリーズ全25話  | SHBR-0647 |

### Webラジオ
鈴木絵理（小日向光 役）と茅野愛衣（大木双葉 役）による『あまんちゅらじお！ ぴかりとてこと』が、2016年7月7日から2017年3月30日まで隔週木曜7時にニコニコ動画にて配信。第8回からは月1回配信に変更。
その後、第2期の放送に合わせて、2018年3月29日から『あまんちゅ！ラジオ〜あどばんす〜』に改題し、YouTubeにて配信中。

### 関連イベント
- 2016年（平成28年）8月7日の第70回では、伊東温泉 按針祭（静岡県伊東市）において、コラボレーションでのイベントと商品販売を実施[20][21][22]。

### コラボ企画
東急電鉄グループ
2016年8月10日よりコラボ記念乗車券を伊豆急行にて発売。完売もしくは同年12月25日まで販売予定。同年8月7日にも先行発売された。
2016年10月1日より、伊豆高原駅・やまもプラザにて、利用するごとに本作のクリアファイルをプレゼントしている。
小田急電鉄グループ
2016年8月21日より、伊豆東海バスにて本作のラッピングバスを運行。
伊東市地元企業
2016年8月18日より、海女の小屋「海上亭」限定にてサザエカレー・豚汁セットの「あまんちゅ！セット」というコラボメニューにて、週替わりであまんちゅ特製ポストカードを数量限定で進呈していた。
道の駅伊東マリンタウン
上記の舞台として、シーサイドスパにて2018年5月29日にグッズ販売を公表している。
出演声優番組
2018年5月12日には、茅野愛衣（大木双葉 役）が日本酒での飲食するYoutubeチャンネル「かやのみ」で当作品とのコラボイベントを開催。鈴木絵理（小日向光 役）・佐藤順一（アニメ版監督）をゲストにした。
| TOKYO MX 月曜0:30 - 1:00（日曜深夜）枠 | TOKYO MX 月曜0:30 - 1:00（日曜深夜）枠 | TOKYO MX 月曜0:30 - 1:00（日曜深夜）枠       |
| 前番組                                 | 番組名                                 | 次番組                                       |
| -------------------------------------- | -------------------------------------- | -------------------------------------------- |
| くまみこ                               | あまんちゅ！                           | アイドルメモリーズ                           |
| TOKYO MX 日曜23:00 - 23:30枠           |                                        |                                              |
| 学園ベビーシッターズ                   | あまんちゅ！〜あどばんす〜             | ラブライブ！サンシャイン!! （第1期・再放送） |

## ドラマCD
- ドラマCD　あまんちゅ！第1巻　発売日：2016年9月28日
- ドラマCD　あまんちゅ！第2巻　発売日：2016年10月26日